# Daini Kuniya
Daini Kuniya (sinh ngày 12 tháng 10 năm 1944) là một cầu thủ bóng đá người Nhật Bản.

## Đội tuyển bóng đá quốc gia Nhật Bản
Daini Kuniya thi đấu cho đội tuyển bóng đá quốc gia Nhật Bản từ năm 1972 đến 1976.

## Thống kê sự nghiệp
| Đội tuyển bóng đá Nhật Bản | Đội tuyển bóng đá Nhật Bản | Đội tuyển bóng đá Nhật Bản |
| Năm                        | Trận                       | Bàn                        |
| -------------------------- | -------------------------- | -------------------------- |
| 1972                       | 6                          | 0                          |
| 1973                       | 4                          | 0                          |
| 1974                       | 7                          | 0                          |
| 1975                       | 12                         | 0                          |
| 1976                       | 15                         | 0                          |
| Tổng cộng                  | 44                         | 0                          |